# منزينجر باشا
فيرنر منزينجر (بالألمانية: Werner Munzinger)‏ أو منزينجر باشا (أولتن، سويسرا، 4 أبريل 1832 - 14 نوفمبر 1875) إداري ومغامر سويسري ومستكشف لأفريقيا. عمل لدى الخديوي إسماعيل في مصر وقاد حملة الحبشة وفيها لقي حتفه.

## دخوله في خدمة الخديوي إسماعيل
كان منزينجر قنصلًا لإنجلترا وفرنسا في مصوع، وكان الخديو إسماعيل يرمي إلى الإحاطة بالحبشة من جميع الجهات لعزلها عن الخارج، وجعل النيل كله نهرًا مصريًا، فزيّن له منزينجر التغلب على الحبشة وامتلاكها، مغتنمًا فرصة قيام الفتنة بين ملوكها وأمرائها، ومؤكدًا لإسماعيل أنه قادر على الاستيلاء عليها بقليل من الجنود، وشيء يسير من النفقة.
فاقتنع الخديو برأيه، وولاه المحافظة على فرضية مصوع، مفتاح أرض الحبشة البحري، ومنحه رتبة البكوية، فأخذ منزينجر يستميل زعماء القبائل بالهدايا والأموال، ويدفع بهم إلى دس الدسائس وإيقاظ الفتن كلما استطاعوا إلى ذلك سبيلًا.
وفي سنة 1872، اغتنم منزينجر فرصة ذهاب يوحنس الرابع ـ إمبراطور الحبشة ـ إلى محاربة القالا في الجنوب، فاستولى على كرن (سنهيت) عاصمة البوغوس بألف وخمسمائة رجل، واستمال رأسًا يقال له النائب محمد، كان يكره يوحنا، فاشترى منه مقاطعة (آيلت) الواقعة بين الحماسين ومصوع، وأدخله تحت ولاء الخديو مقابل مرتب سنوي يُدفع له.
في ديسمبر 1874 قام مـنزينجـر باشا بقيادة فرقة من الجيش المصري، قوامها 1200 جندي، بالتقدم من كسلا عبر اقليم الدناقل إلى كيرن داخل إثيوبيا. وما أن اعترضت إثيوبيا حتي انسحبت الفرقة المصرية تاركة خلفها حامية صغيرة لحماية الكنيسة الكاثوليكية بالبلدة.

## معركة جوندت
في 7 نوفمبر 1875 وصلت أنباء للأحباش عن تقدم 2000 من المصريين بقيادة منزينجـر من كسلا عبر أجوردات وميريب بإقليم الدناقـل (بإريتريا المعاصرة). تلك القوة سقطت في كمين بالقرب من «عدوة» أعده رجال القبائل الدنقلاويون الذين أبادوا القوة المصرية بما فيها منزينجر.

## روابط خارجية
- منزينجر باشا على موقع الموسوعة البريطانية (الإنجليزية)